# Graphogonalia spangleri
Graphogonalia spangleri är en insektsart som beskrevs av Young 1977. Graphogonalia spangleri ingår i släktet Graphogonalia och familjen dvärgstritar. Inga underarter finns listade i Catalogue of Life.